# Juan Antonio Villacañas
Juan Antonio Villacañas (Toledo, 10 gennaio 1922 – Toledo, 21 agosto 2001) è stato un poeta, saggista e critico letterario spagnolo.

## Biografia
Nasce a Toledo nel 1922. La guerra civile spagnola interrompe i suoi studi liceali. Compie il servizio militare in destini così diversi come Melilla (nord-Africa) e la Valle d’Aran (nei Pirinei). Nel primo destino, è impegnato alla riorganizzazione della biblioteca del circolo militare, mentre sviluppa un intenso lavoro autodidattico. Di ritorno alla natale Toledo, incomincia a lavorare nel comune della città come capoufficio della sezione di arte e cultura. Fra le sue opere poetiche, la collezione “I Rospi” (1968) è una critica al potere e ai suoi abusi ove il Comune contemporaneamente è una realtà e metafora di questo potere. Nel 1956 è invitato dall'Accademia Belga della lingua e letteratura Francese alla III Biennale Internazionale di Poesia Knokke-Le- Zoute (Belgio).
Da questo momento incomincia l'amicizia di Villacañas con il poeta e ispanista belga Edmond Vandercammen, il quale realizzò una recensione su una delle sue opere dal titolo “Coniugazione poetica del Greco” pubblicato nel “Le Journal des Poetes” (1959) e tradusse alcuni poemi di Villacañas al francese, i quali si pubblicarono nel citato periodico (1979). Dopo il suo periodo in Belgio, ebbe un'intervista nella sede della UNESCO a Parigi, e la sua intervista fu registrata in una trasmissione radiofonica speciale per Hispanoamerica.
Dagli anni cinquanta l'opera poetica di Juan Antonio Vilacañas incomincia ad apparire in Antologie nazionali ed internazionali. Una parte della sua opera poetica e critica è pubblicata su varie riviste e giornali. Villacañas è vissuto sempre a Toledo, rimase lontano da gruppi e correnti letterarie e continuò con il suo proprio cammino poetico e vitale. Questa indipendenza artistica e personale fu la causa del suo isolamento (verso gli anni ottanta) da parte della critica ufficiale e dai settori aggruppati a certe correnti estetiche favorite negli ultimi decenni del ventesimo secolo.

## Opera
L'opera poetica di Juan Antonio Villacañas è di trentatré poemi, nei quali si incontrano i più diversi temi e forme, che vanno dal verso libero (già negli anni cinquanta) al sonetto, e strofe e rime di propria creazione alla lira*: Juan Antonio Villacañas ha dotato a questa struttura classica di un nuovo e sorprendente contenuto, per questo le sue “liras” si conoscono come “Liras juanantonianas”.
Alle sue “opere poetiche” bisogna aggiungere la sua abbondante opera saggistica e critica (pubblicata in vari riviste e giornali come per esempio , “La Estafeta Literaria” e la “Nueva Estafeta”, essendo il direttore Luis Rosales) e anche due libri di prosa: “Becquer o la Poesía de Todos” (1971, Premio del Circolo di Scrittori e Poeti Iberoamericani  di New York) e “Versómanos” (1989) in questo libro Villacañas manifesta le fallacie della gran parte della critica della poesia predominante.
Poemi, recensioni, racconti e scritti di diversa índole di Juan Antonio Villacañas si possono trovare nei giornali ABC, Poesía Española, (1º e 2º Epoca), “Diario Ya”, Poesía Hispánica, Diario de León, Le Journal des Poétes o El Mercurio de Chile.
- LIRA: Metrica poetica del sedicesimo secolo introdotta nella letteratura spagnola da Garcilaso de la Vega e in quella italiana da Bernardo Tasso. Si tratta di una composizione che combina cinque versi, essendo ettasíllabi i versi primo, terzo e quarto ed endecasíllabi i versi secondo e quinto. Il primo verso rima con il terzo e il secondo con il quarto e il quinto.

### Opera poetica
- Navegando en la Noche, 1952
- Legionario del Mundo, 1952
- Brisas Íntimas, 1954.
- Palabras, 1954.
- El Tiempo Justo, 1955.
- El Diluvio Universal, 1957.
- La Estatua Animada, 1958.
- Conjugación Poética del Greco, 1960.
- Marcha Destriunfal, 1961.
- Música en las Colinas, 1962.
- Los Vagos Pensamientos, 1964.
- Sala de Juego, Gómez-Menor, Toledo. 1965.
- La Llama entre los Cerezos, 1968.
- Los Sapos, Biblioteca Toledo n.º. 18, 1969.
- Cárcel de la Libertad, (Premio “Ausias March”), 1971.
- Las Humanas Heridas de las Piedras, 1973.
- Rebelión de un Recién Nacido, 1975-1976.
- Testamento del Carnaval, 1980.
- El Dante en Toledo, 1980-1984.
- Estado de Gracia, 1990.
- 20 Poemas de Antón y una Canción Inesperada, 1991.
- El Humor Infinito de la Historia, 1993.
- Homenaje a la Lira en Larga Sobremesa con Luciano, 1995.
- Se Equivocó el Profeta, 1995.
- Las Tentaciones de Sanjuanantonio, 1996.
- A Muerto por Persona, 1996.
- Al Margen de lo Transitable, 1996.
- Antología Poética, 1997.
- Sublevación de la Melancolía, 1998.
- Sandemonio en la Gloria, 1998.
- Sublimación de la Desobediencia, 1999.
- Balbuciendo, 2000.
- Argumento de la Poesía, 2000.
- Argumento de mi Biografía, 2000.
- Déjame Al Conde-Duque, 2001.
- La Soberbia del Gesto, (Inédito)
- Selected Poems, 2009. Edición bilingüe español-inglés. Traducción de Michael Smith y Beatriz Villacañas.

### Saggi
- Bécquer o la Poesía de Todos, 1971 (Premio del Círculo de Escritores y Poetas Iberoamericanos de Nueva York)
- Versómanos, 1982.

### Premi
Toledo de Periodismo, 1957. Gran Duque de Alba, 1963. Países Hispánicos, 1964. Premio Provincia de León, 1965. Juan de Baños, 1965. Nacional de Literatura de Tema Deportivo, 1966. Instituto de Cultura Hispánica, 1967. Justas Poéticas Ayuntamiento de Madrid 1968. Ausias March, 1969. Premio Círculo de Escritores y Poetas Iberoamericanos de Nueva York. Candidato al Premio Reina Sofía de Poesía Iberoamericana, presentado por la Real Academia de Bellas Artes y Ciencias Históricas de Toledo, año 2000.

### Antologie
Juan Antonio Villacañas è nelle seguenti antologie:
- Antologías de Poesía Española, 1955-1956; 1956-1957; 1961-1962; 1963-1964; 1964-1965. Luis Jiménez Martos, Aguilar.
- Poésie Espagnole Contemporaine, 1962. Templeuve.
- La Poesía Española en 1961, 1963. Cuadernos Bibliográficos VIII, CSIC.
- Panorama Poético Español, 1965. Luis López Anglada. Editora Nacional.
- Antología Bilingüe (Español-Inglés) de la Poesía Española Moderna, 1965. Helen Wohl Patterson. Ediciones Cultura Hispánica.
- Quién es Quién en las Letras Españolas. Primera Edición: Guillermo Díaz-Plaja, 1969. Ediciones consecutivas 1973 y 1979. Instituto Nacional del Libro Español.
- Poetas Sociales Españoles, 1974. José Gerardo Manrique de Lara. Epesa.
- Poesía Castellana de Cárcel, 1976, José María Balcells. Dirosa.
- Poesía Erótica en la España del Siglo XX, 1978, Jacinto López Gorgé y F. Salgueiro. Vox.
- Guitarra de 26 Cuerdas, Antología Bilingüe Español-Ruso. Juan Ruiz de Torres, Yuri Shashkov y Victor Andreev. Asociación de Hispanistas de San Petersburgo.